# 備北交通

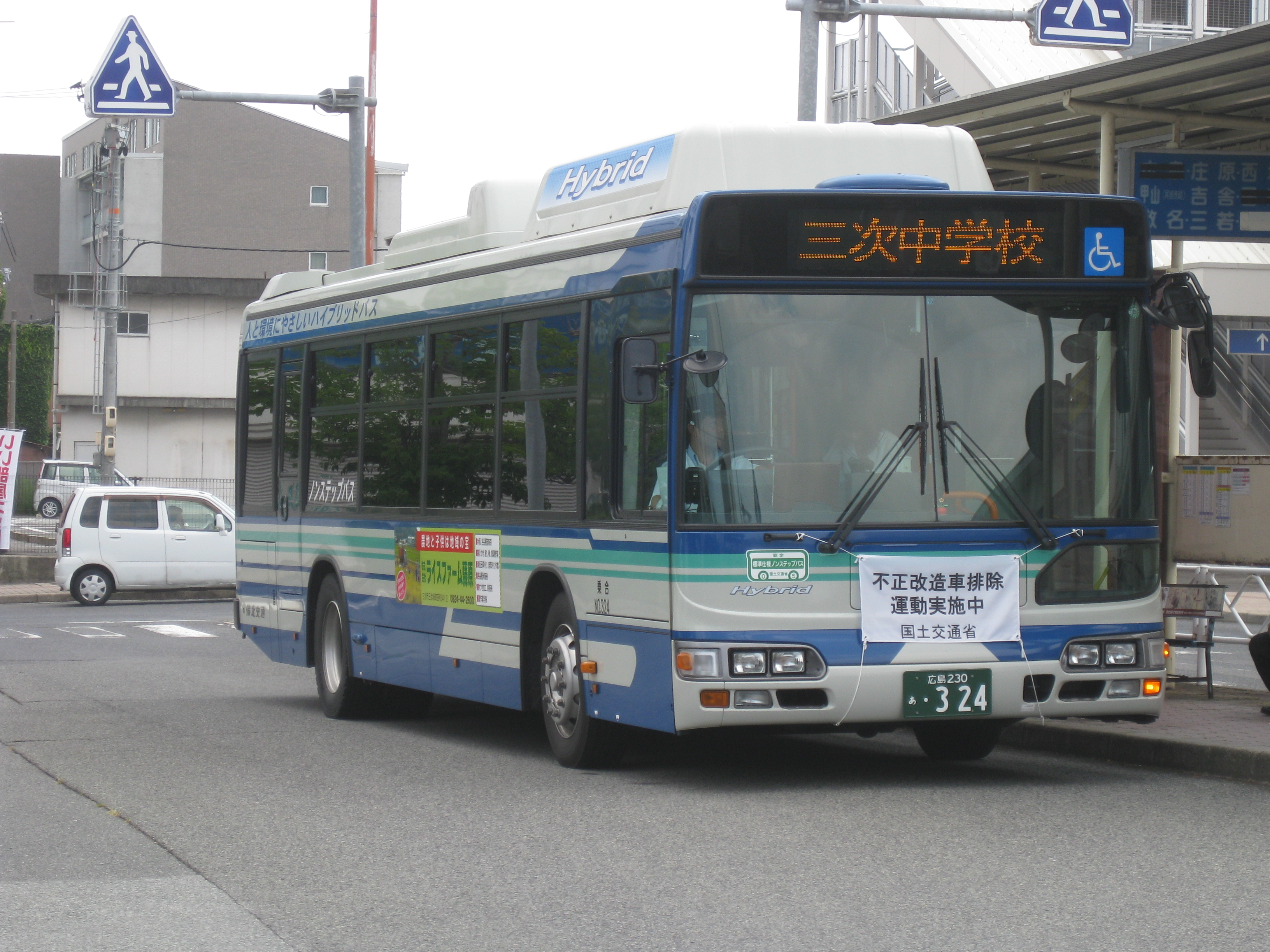
一般路線車（ハイブリッドバス）

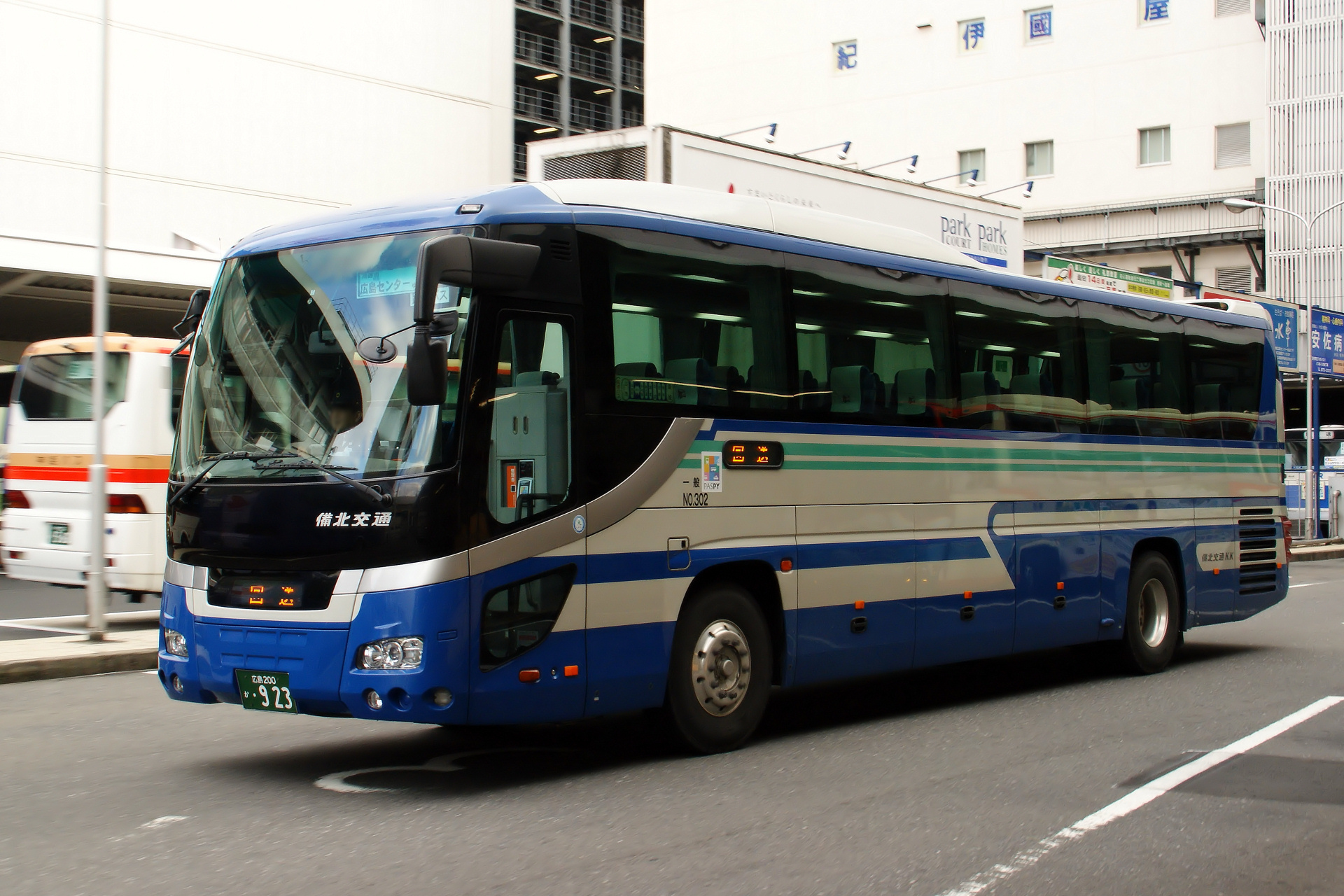
高速路線車

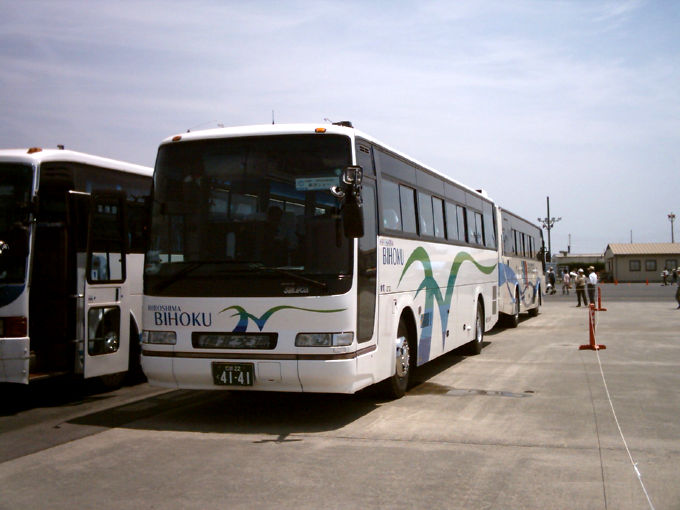
貸切車

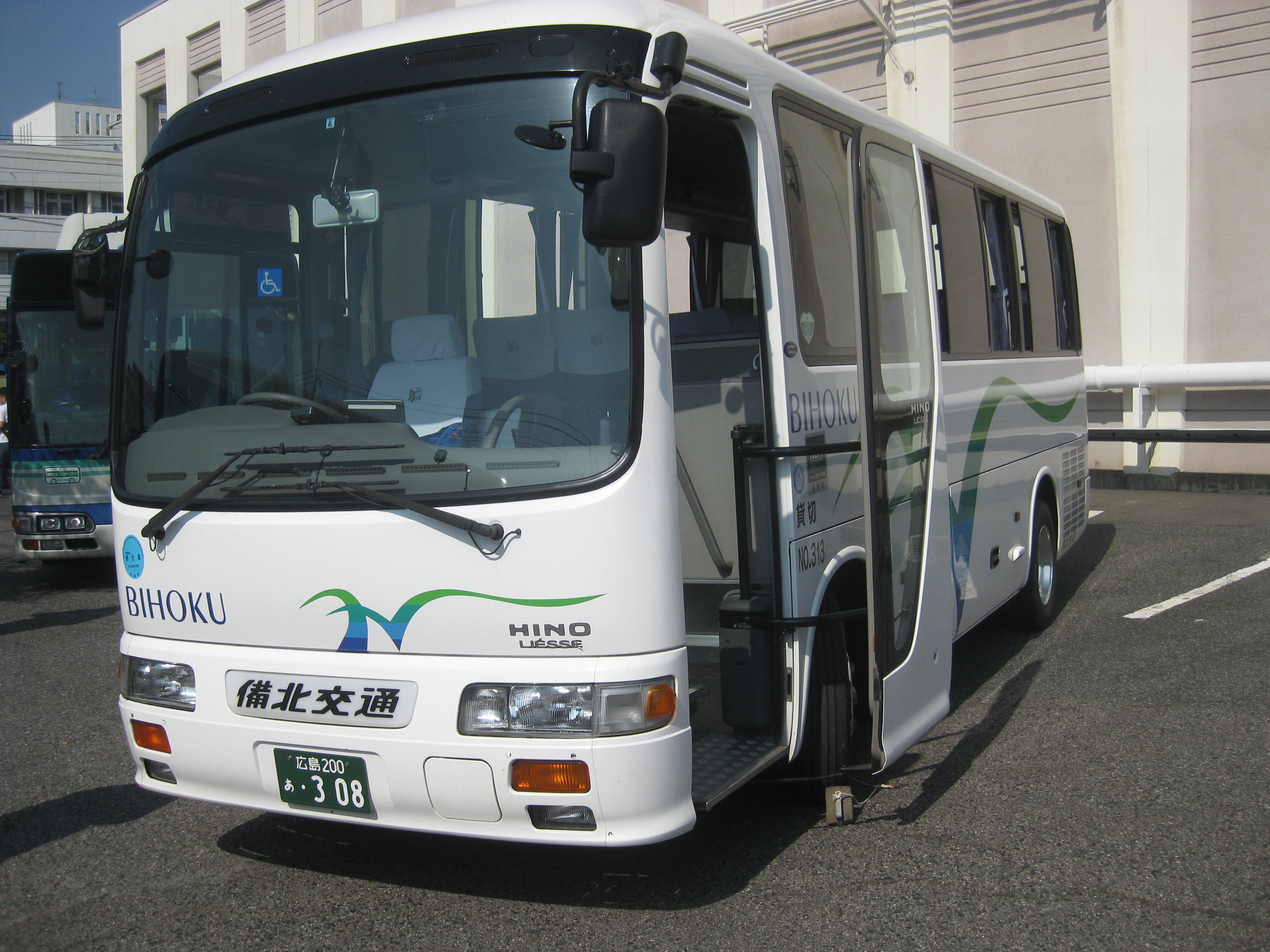
小型貸切車（日野・リエッセ）

備北交通株式会社（びほくこうつう）は、広島県庄原市に本社を置く広電グループのバス事業者。広島電鉄の連結子会社である。広島県北部をエリアとして乗合バス・貸切バスを運行する。庄原市、三次市のコミュニティバスも運行受託している。

## 歴史
- 1923年：右近自動車創業（備北交通の発祥）。
- 1944年8月17日：戦時統合により広島県旧比婆郡、双三郡（現在の庄原市、三次市の市域）のバス事業を統合して備北交通を設立。
- 1962年11月28日：広島電鉄が資本参加[1]。
- 2003年4月1日：中国JRバス雲芸線普通便廃止に伴い、三次駅前 - 赤名線を譲受。美土里町（現・安芸高田市）でコミュニティバス「円バス」を運行開始。
- 2005年
  - 11月1日：安芸高田市（旧・美土里町）のコミュニティバス「円バス」を廃止。
  - 11月10日：神楽門前湯治村 - 広島バスセンター間の高速バス路線を運行開始（2006年9月30日運行終了）。向原駅 - 山田 - 谷坂線を運行開始（芸陽バスから移管）。
- 2006年10月1日：三次 - 中央病院 - 志和地 - 敷名線を運行開始（芸陽バスから移管）。
- 2007年10月1日：神楽門前湯治村・美土里小学校への乗り入れを廃止。曽我神社入口 - 高宮支所間を廃止。
- 2008年
  - 1月26日：ICカード乗車券PASPYを高速（東城・庄原・三次 - 広島）路線へ導入。
  - 10月25日：ICカード乗車券PASPYを庄原・三次区域内路線に導入。
  - 11月18日：中国地方初のハイブリッドノンステップバス（日野・ブルーリボンシティハイブリッド）を三次 - 庄原線に導入。
  - 12月20日：ICカード乗車券PASPYを東城・吉田区域内路線に導入。
- 2009年
  - 4月1日：三次 - 中央病院 - 塩町・廻神 - 敷名・上田小学校跡線を運行開始（芸陽バスから移管）。
  - 8月8日：ICカード乗車券PASPYを三次 - 三和線に導入し、全路線導入完了。
- 2010年10月1日：安芸高田市の公共交通再編に伴い、志屋線を除く吉田営業所管轄路線を他社に譲渡、または市からの同社受託運行に変更（お太助バス）。
- 2013年
  - 4月1日
    - 松江自動車道の開通に伴い、大規模な路線の見直し。
    - 赤名線を飯南町頓原地区の花栗口（道の駅頓原）まで延長。（2017年9月30日に終了。）
    - 下高野線のうち、三次 - 高野間を直通する便を全便松江自動車道経由に切り替え。これにより、君田地区からの広島・高野直通が消滅。（なお、2014年4月1日より君田からの高野直通は復活。）
- 2015年5月18日：三次バスセンターを三次駅前に移転。従前の三次バスセンター停留所は、三次（たび館三次前）停留所に改称し、高速バスと市内循環バスのみが発着するようになる。
- 2016年
  - 5月15日：吉田営業所が三次営業所の出張所に格下げ。
  - 10月1日：お太助バスの受託運行が終了。
- 2018年4月1日：三江線の廃止に伴い作木線が道の駅グリーンロード大和まで路線延長する。三次ローカル線の三次布野線・櫃田線が廃止となる。[2]
- 2020年11月2日：本社を移転[3]。従前の庄原バスセンター停留所を移転、庄原駅停留所に改称[4]。
- 2023年4月1日：ダイヤ改正で旧三次バスセンターに位置する「三次（たび館三次前）停留所」を廃止して三次駅前バスロータリーに集約[5][6]。
- 2024年7月20日：広島 - 三次 - 庄原 - 東城線及び一般路線の大半に新乗車券システム「MOBIRY DAYS」を導入[7]。

## 各営業所（車庫）の所在地
- 庄原営業所
  - 広島県庄原市東本町三丁目13番14号
- 庄原営業所東城出張所（窓口なし）
  - 広島県庄原市東城町川東147番地10
- 三次営業所
  - 広島県三次市東酒屋町306番34
- 三次営業所吉田出張所（窓口なし。広電バス広島北営業所吉田車庫と共用）
  - 広島県安芸高田市吉田町吉田字貴船1824番地2

## 主なターミナル

### バス
- 庄原駅（庄原バスセンターから移転）
- 三次駅
- 三良坂駅
- 東城駅
- 赤名駅（バス停留所駅）
- 広島市立北部医療センター安佐市民病院
- 向原駅
- 吉田口駅
- 三次中央病院

## 路線

### 高速バス
詳細な運行案内は#外部リンクの備北交通サイトを参照。
- 東城 - 庄原 - 三次 - 広島線（共同運行:広島電鉄）
  - 東城駅前→庄原駅→（庄原市街地循環（左回り））→庄原駅
  - 庄原駅→（庄原市街地循環（左回り））→庄原駅→東城駅前
  - 東城駅前 - 庄原駅 - 三次駅前 - 広島バスセンター・広島駅新幹線口（北口）
  - 備北丘陵公園/桜花の郷ラ・フォーレ庄原/ - 庄原駅 - 三次駅前 - 広島バスセンター・広島駅新幹線口（北口）
  - 奥田元宋・小由女美術館前/三次もののけミュージアム/ - 三次駅前 - 広島バスセンター・広島駅新幹線口（北口）

### 予約・出札業務受託
詳細な運行案内は各運行会社のサイトを参照。
- みよしワインライナー・三次 - 大阪（新大阪・梅田）線（中国バス・阪急バス）
  - 中国バス三次車庫・三次バスセンター - 新大阪駅・阪急梅田駅
- メリーバード号（広島電鉄・日本交通・日ノ丸バス）
  - 広島駅新幹線口・広島バスセンター - 米子駅
- グランドアロー号（広島電鉄・一畑バス）
  - 広島駅新幹線口・広島バスセンター - 松江駅

### 一般路線バス
詳細な運行案内は#外部リンクの備北交通サイトを参照。
PASPY定期券は広電バス・広島バス・広島交通・広交観光・JRバス中国（広島県内）との並行区間で相互利用可能。ただし、中国バスとの並行区間は対象外となる。
- 三城線
  - 西城中野→平子駅前→高駅前→庄原駅→庄原日赤病院→ジョイフル→庄原中学校前→庄原駅
  - 西城中野→平子駅前→高駅前→庄原駅→庄原中学校前→ジョイフル→庄原日赤病院→庄原駅（平日1本のみ）
  - 庄原駅→庄原日赤病院→ジョイフル→庄原中学校前→庄原駅→高駅前→平子駅前→西城中野
  - 西城中野 - 平子駅前 - 高駅前 - 庄原駅 - 日赤前（県道沿い） - ジョイフル - 三日市 - 山内駅口 - 和知 - 塩迫 - 上四十貫 - 四十貫 - 麻原 - 南大下 - 三次駅前 - 三次市役所 - 三次小学校前 - 三次もののけミュージアム（平日のみ運行）
  - （庄原中学校前 -） 庄原駅 - 庄原日赤病院 - ジョイフル - 三日市 - 山内駅口 - 和知 - 塩迫 - 上四十貫 - 四十貫 - 麻原 - 南大下 - 三次駅前 - 三次市役所 - 三次小学校前 - 三次もののけミュージアム（庄原中学校前 - 庄原駅間は庄原中学校登校日のみ運行。三次駅前 - 三次もののけミュージアム間は平日朝夕と土休日のみ運行）
  - 庄原駅 - 庄原日赤病院 - ジョイフル - 庄原格致高校 - 山内駅口 - 和知 - 塩迫 - 上四十貫 - 四十貫 - 麻原 - 南大下 - 三次駅前 - 三次市役所 - 三次小学校前 - 三次もののけミュージアム（平日のみ運行）
  - 尾引→山内駅口→（新庄バイパス経由）→庄原中学校前→庄原駅（庄原中学校登校日のみ運行）
  - 庄原駅 - 庄原日赤病院 - ジョイフル - 三日市 - 山内駅口 - 和知 - 廻神 - 三次ワイナリー - 奥田元宋・小由女美術館前 - 三次中央病院 - 十日市南 - 三次駅前（平日のみ運行）
  - 三次中央病院 - 十日市南三丁目 - 三次駅前 - 粟屋 - 志和地 - 深瀬 - 甲立駅前 - 下小原 - 高屋大橋 - 吉田出張所 - 安芸高田警察署 - 安芸高田市役所前 - 吉田病院 - 青迫 - 吉田税務署 - 吉田 - 吉田出張所（休日運休）
- 庄原地区
  - 高野線
    - 庄原駅 - 庄原日赤病院 - ジョイフル - 秋国別 - 須川大橋 - 比和バイパス - 新市車庫 - 殿垣内 - 下高野 - 道の駅たかの（休日運休）
    - （庄原中学校前 -） 庄原駅 - 庄原日赤病院 - ジョイフル - 秋国別 - 須川大橋 - 比和バイパス - 新市車庫 - 殿垣内（休日運休。庄原中学校前 - 庄原駅間は庄原中学校登校日のみ運行）
      - 始発便は殿垣内始発、最終便は殿垣内行きとなる。
      - なお、大門橋経由便については2018年10月1日のダイヤ改正で廃止となった。

  - 口和線
    - （庄原中学校前 -） 庄原駅 - 庄原日赤病院 - ジョイフル - 須川別 - （郡原） - 永田 - 口和中学校前 - 運動公園入口 - 下宮内 - 口和診療所 - モーモー物産館 - 上大月車庫（平日のみ運行。庄原中学校前 - 庄原駅間は庄原中学校登校日のみ運行）
    - 庄原駅 - 庄原日赤病院 - ジョイフル - 須川別 - 永田 - 湯木車庫 - 運動公園入口 - 下宮内 - 口和診療所 - モーモー物産館 - 上大月車庫（平日のみ運行）

  - 長瀬線
    - 庄原中学校前→庄原駅→庄原日赤病院→ジョイフル→須川別→長瀬（平日のみ運行）

  - 県大線
    - 庄原駅 - 庄原日赤病院 - ジョイフル - 庄原中学校前 - 丘陵公園入口 - （備北丘陵公園） - 県立大学バスロータリー（備北丘陵公園は土休日の一部便のみ経由）
    - 庄原駅 - 日赤前（県道沿い） - ジョイフル - 庄原中学校前 - 丘陵公園入口 - 県立大学バスロータリー（県立広島大学登校日の始発3便・最終3便、県立広島大学休校日の最終1便のみ運行）

  - 三良坂実留線
    - 庄原駅 - 庄原日赤病院 - ジョイフル - 庄原中学校前 - 板橋農協 - 一ツ木 - 実留（循環）（平日のみ運行）
    - 庄原駅 - 庄原日赤病院 - ジョイフル - 庄原中学校前 - 板橋農協 - 一ツ木 - 実留 - 三良坂駅前（平日のみ運行）

  - 本村線
    - 庄原駅 - 庄原日赤病院 - ジョイフル - 庄原中学校前 - 庄原インター入口 - 赤川 - 峰田農協前 - 上本吉備谷（休日運休）
- 三次地区
  - 湯木線
    - 三次工業団地 - 三次中央病院 - 十日市南三丁目 - 三次駅前 - 三次市役所 - 三次小学校前 - 三次もののけミュージアム - 横路橋 - 君田別 - 金田 - 永田 - 湯木車庫（休日運休）
      - 一部の便は横路橋で乗り換え。PASPYで1時間以内に乗り換えることで、従来の直通運賃が適用される（PASPY以外のICカード・現金は対象外）。

  - 下高野線
    - 三次工業団地 - 三次中央病院 - 十日市南三丁目 - 三次駅前 - 三次市役所 - 三次小学校前 - 三次もののけミュージアム - 横路橋 - 君田別 - 櫃田口 - モーモー物産館 - 口和診療所 - 下宮内 - 運動公園入口 - 口和診療所 - （松江自動車道経由） - 道の駅たかの - 下高野 - 新市車庫
      - 口和（口北（くちぎた））地区は新市車庫行きが左回り、三次工業団地行きが右回りとなる。
      - なお、竹地谷経由便については2018年10月1日のダイヤ改正で廃止となった。

  - 宮内線
    - 三次中央病院 - 十日市南三丁目 - 三次駅前 - 三次市役所 - 三次小学校前 - 三次もののけミュージアム - 横路橋 - 君田別 - 櫃田口 - モーモー物産館 - 口和診療所 - 下宮内（休日運休）
      - 一部の便はモーモー物産館で乗り換え。PASPYで1時間以内に乗り換えることで、従来の直通運賃が適用される（PASPY以外のICカード・現金は対象外）。

  - 赤名線
    - 三次中央病院 - 十日市南三丁目 - 三次駅前 - 三次市役所 - 三次小学校前 - 三次もののけミュージアム - 尾関公園 - 道の駅ゆめランド布野 - 上布野 - 便坂 - 横谷 - （赤名トンネル経由） - 北ノ上 - 赤名

  - 作木線
    - 三次工業団地 - 三次中央病院 - 十日市南三丁目 - 三次駅前 - 三次市役所 - 三次小学校前 - 三次もののけミュージアム - 尾関公園 - 道の駅ゆめランド布野 - 上布野 - 便坂 - 作木支所 - 川の駅常清（港別） - 大津両国橋 - 口羽大橋 - 羽須美支所 - 口羽大橋 - 大津両国橋 - 谷地 - 伊賀和志 - 伊賀和志上（口羽地区は右回りのみ）
    - 三次中央病院 - 十日市南三丁目 - 三次駅前 - 三次市役所 - 三次小学校前 - 三次もののけミュージアム - 尾関公園 - 道の駅ゆめランド布野 - 上布野 - 便坂 - 作木支所 - 川の駅常清（港別） - 大津両国橋 - 口羽大橋 - 羽須美支所 - 口羽大橋 - 大津両国橋 - 伊賀和志上 - 伊賀和志 - 谷地 - （両国トンネル経由） - 都賀上野 - 都賀大橋 - 石見都賀 - 道の駅グリーンロード大和（口羽地区は右回りのみ）

  - 敷名（志和地）線
    - 三次駅前 - 十日市南三丁目 - 三次中央病院 - 奥田元宋・小由女美術館前 - 三次ワイナリー - 志和地 - 志和地駅前 - 三和郵便局前 - 三和支所（休日運休）

  - 敷名（廻神）線
    - 三次駅前 - 西酒屋 - 三次中央病院 - 奥田元宋・小由女美術館前 - 三次ワイナリー - 廻神 - 糸井 - 川西郷の駅 - 有原上 - 敷名 - 三和支所（休日運休）
    - 三次駅前 - 西酒屋 - 三次中央病院 - 奥田元宋・小由女美術館前 - 三次ワイナリー - 廻神 - 糸井 - 川西郷の駅 - 上田小跡（上田山の学校前）（平日のみ運行）

  - 敷名（塩町）線
    - 三次駅前 - 南大下 - 麻原 - 神杉 - 塩町 - 塩町駅 - 糸井 - 川西郷の駅 - 有原上 - 敷名 - 三和支所（休日運休）
    - 三次駅前→南大下→麻原→神杉→塩町→塩町駅→糸井→川西郷の駅→有原上→上田小跡（上田山の学校前）（平日1本のみ）

  - 畠敷線
    - 三次工業団地 - 奥田元宋・小由女美術館前 - 三次中央病院 - 三次インター - 十日市南三丁目 - 三次駅 - 三次市役所 - 三次小学校前 - 三次もののけミュージアム - 自動車学校 - 後山口 - 上四十貫 - みよし公園（上四十貫 - みよし公園間は水曜運休）

  - なお、櫃田線(休日運休)については4月1日のダイヤ改正で廃止となった。
- 安芸高田地区
  - 高田南部北部医療センター線
    - 吉田出張所 - 吉田 - 吉田税務署 - 青迫 - 吉田病院 - 安芸高田市役所前 - 安芸高田警察署 - 吉田出張所 - 高屋大橋 - 下小原 - 吉田口駅 - 八東戸 - 向原駅 - 下長田 - 新宮 - 井原市駅前 - 志屋 - （ゆずりは農道経由） - 上根バイパス - （上根バイパス経由） - 下浜が谷 - 大林 - 町屋記念碑前 - 可部上市 - 河戸帆待川駅 - 北部医療センター（休日運休）
      - 下長田 - 新宮間で上井原に停車しない。ただし、下長田発着便・新宮発着便の折り返しは広交観光上井原転回場で行われる。
      - 2022年5月6日のダイヤ改正で、可部中央 - 安佐市民病院（現：可部南五丁目）間の運行を終了、可部中央 - 北部医療センター間の運行を開始した。
- 東城町内路線バス
  - 始終線
    - 東城駅前 - こぶしの里 - 東城小学校前 - 帝釈 - 帝釈川上 - 竹渡（竹岡） - 雨連 - 竹渡（竹岡） - 始終 - 始終車庫（平日のみ運行）
      - 朝の東城駅前行きの始発便、夕方の始終車庫行きの最終便以外は予約制となる。
      - 2019年6月3日からトヨタ・ハイエース（ワゴン10人乗り。3ナンバー車のため、事実上は乗合タクシー。PASPYは運賃決済のみ可能。運賃箱に両替機能はなく、PASPYのチャージは不可）が使用されている[9]。

  - 保田線
    - 東城駅前→庄原市役所東城支所→聖神社入口→こぶしの里→東城駅前→川西東寿園→菅→牧ヵ峠→小出居→保田車庫（平日のみ運行）
    - 保田車庫→小出居→牧ヵ峠→菅→川西東寿園→東城駅前→庄原市役所東城支所→聖神社入口→こぶしの里→東城駅前（平日のみ運行）

  - 小奴可（日野原）線
    - 東城駅前→庄原市役所東城支所→聖神社入口→こぶしの里→東城駅前→川西東寿園→八幡駅→牧ヵ峠→田黒集会所→小奴可→日野原（平日のみ運行）
    - 日野原→小奴可→田黒集会所→牧ヵ峠→八幡駅→川西東寿園→東城駅前→庄原市役所東城支所→聖神社入口→こぶしの里→東城駅前（平日のみ運行）

  - 小奴可（粟田）線
    - 東城駅前→庄原市役所東城支所→聖神社入口→こぶしの里→東城駅前→川西東寿園→粟田→千鳥支所前→塩原公民館→小奴可（平日のみ運行）
    - 小奴可→塩原公民館→千鳥支所前→粟田→川西東寿園→東城駅前→庄原市役所東城支所→聖神社入口→こぶしの里→東城駅前（平日のみ運行）

### コミュニティバス
詳細な運行案内は#外部リンクの備北交通サイトを参照。

#### 庄原市

##### 市街地循環バス
（出典：）
庄原市街地循環バス「ひまわりバス」

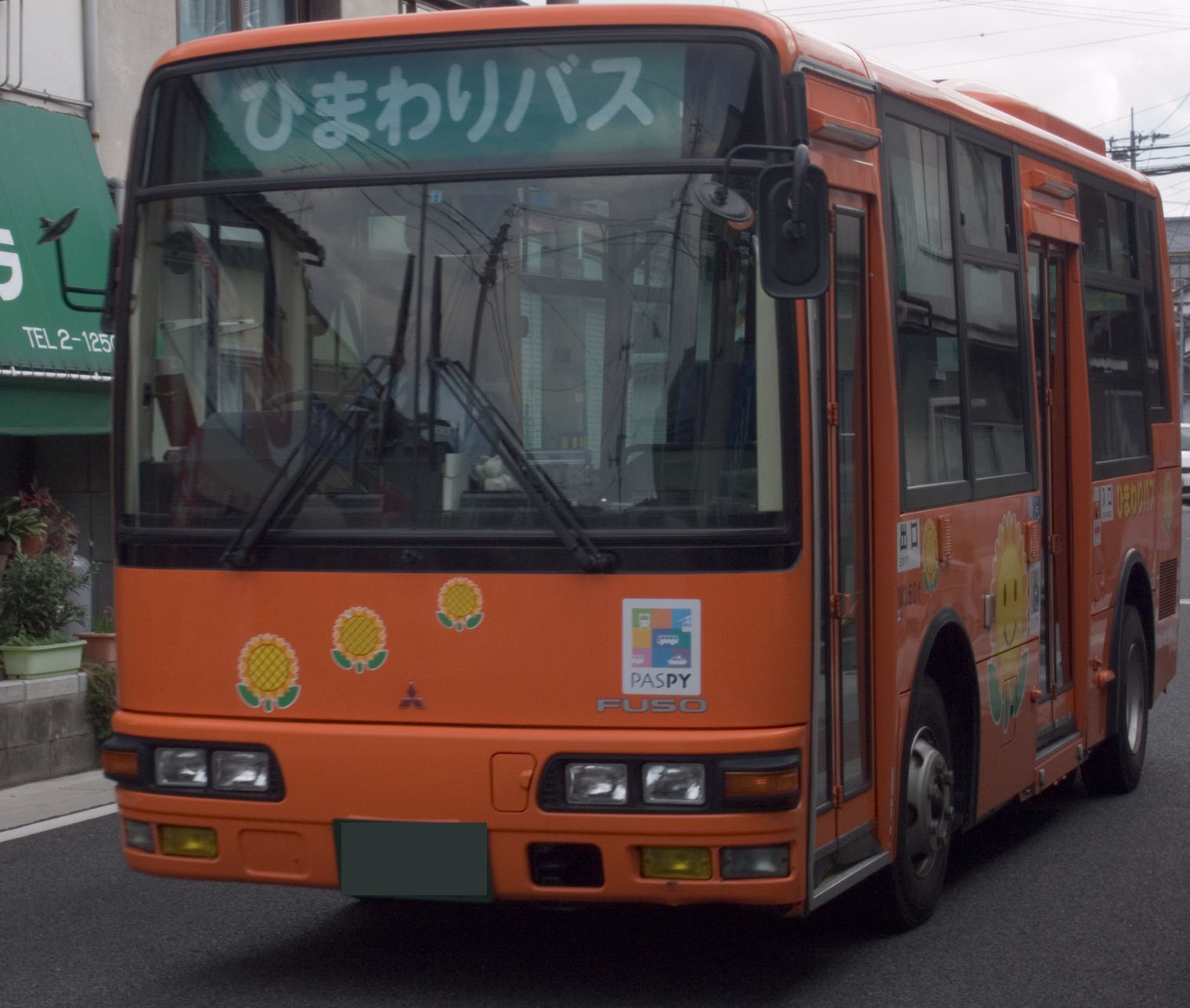
庄原市街地循環バス「ひまわりバス」（2009年）

- 柳原口→庄原駅→美湯ハイツ入口→かんぽの郷庄原→ゆめさくら（休館日は通過）→ザ・ビッグ→丘陵公園北口（休園日は通過）→幼稚園入口→庄原駅→庄原日赤病院→三日市→ジョイフル→庄原大橋南→幼稚園入口→原手橋→庄原中学校前→庄原駅→柳原口（東回り→西回りの順に運行）

東城市街地循環バス「お通りバス」
- こぶしの里 - 東城駅前 - 東城温泉 - 東城バイパス - 道の駅遊YOUさろん東城 - 東城支所 - こぶしの里（平日（祝日の場合を含む）のみ運行。西回りのみ運行）

##### 生活交通バス
（出典：）
- 東城地域生活バス（東城市街地のみの利用は不可）
  - 東城小学校前・東城病院前・東城駅前・東城上市 - （ノンストップ） - 湯谷 - 持丸（毎週月曜・木曜（祝日を除く）のみ運行）
  - 東城小学校前・東城病院前・東城駅前・東城上市 - （ノンストップ） - 野呂 - 内名別（毎週火曜・木曜（祝日を除く）のみ運行）
  - 東城小学校前・東城病院前・東城駅前・東城上市・末政倉庫前 - （ノンストップ） - 猪の原 - 瀬戸奥（毎週火曜・金曜（祝日を除く）のみ運行）
  - 東城小学校前・東城病院前・東城駅前・東城上市・末政倉庫前 - （ノンストップ） - 東谷 - 西谷 - （ノンストップ） - 猪の原 - 瀬戸奥（毎週火曜・金曜（祝日を除く）のみ運行）
  - 東城小学校前・東城病院前・東城駅前・東城上市・末政倉庫前 - （ノンストップ） - 近光・大金・ふれあい村入口（循環）（毎週月曜・木曜（祝日を除く）のみ運行、）
  - 東城駅前・東城病院前・東城小学校前・新丁 - 畑橋 - 鴨居（毎週水曜・金曜（祝日を除く）のみ運行）
- 庄原市地域生活バス（現在は石田タクシーへ移管）
  - 庄原バスセンター - 庄原日赤病院 - ジョイフル - ザ・ビッグ - 板橋小学校前 - 高門集会所前 - 文覚堂入口（休日運休）
  - 庄原バスセンター - 庄原日赤病院 - ジョイフル - 大久保集会所 - 後迫南（毎週月曜・火曜・木曜（祝日を除く）のみ運行）
  - 庄原バスセンター - 庄原日赤病院 - ジョイフル - 川手上集会所 - 門田 - 須川別 - 河上橋（毎週水曜・金曜（祝日を除く）のみ運行）
  - 庄原バスセンター - 庄原日赤病院 - ジョイフル - 重行別 - 篠堂 - 秋国別 - 河上橋 - 須川別 - 門田（毎週火曜（祝日を除く）のみ運行）
  - 庄原バスセンター - 庄原日赤病院 - ジョイフル - 重行別 - 篠堂 - 秋国別 - 森が原（毎週水曜・金曜（祝日を除く）のみ運行）
  - 庄原バスセンター - 庄原日赤病院 - ジョイフル - 赤川 - 上谷天王 - 上本 - 野谷南（毎週火曜・木曜・金曜（祝日を除く）のみ運行）
  - 庄原バスセンター - 庄原日赤病院 - ジョイフル - ザ・ビッグ - 野本集会所 - 峰春会館 - 山津田（毎週月曜・水曜・金曜（祝日を除く）のみ運行）
  - 庄原バスセンター - 庄原日赤病院 - ジョイフル - ななつか病院 - 隠地 - 水越公民館前 - 高茂集会所 - 高茂温泉（毎週月曜・水曜・木曜（祝日を除く）のみ運行）

#### 三次市

##### みよし市街地循環バス「くるるん」
（出典：）

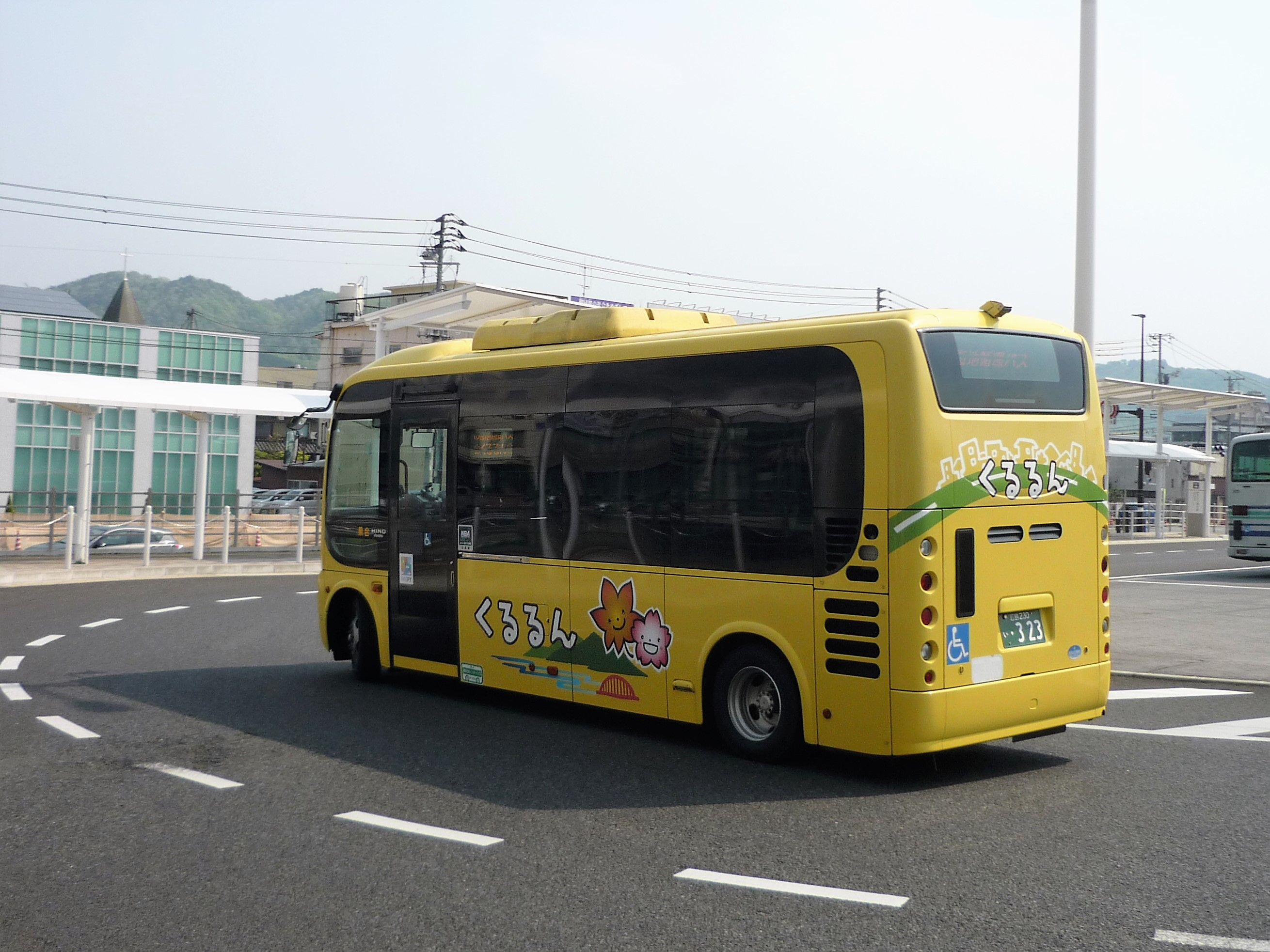
みよし市街地循環バス「くるるん」（2017年）

- 三次駅前→南大下→麻原→塩迫→八次駅前→三次高校前→三次市民ホール（きりり）→三次駅前→三次市役所→三次もののけミュージアム→三次小学校前→下新町→三次駅前
- 三次駅前→奥田元宋・小由女美術館前→三次ワイナリー→三次市民ホール（きりり）→三次駅前→三次市役所→三次もののけミュージアム→三次小学校前→下新町→三次駅前（土休日のみ運行）

### 特定輸送
詳細な運行案内は#外部リンクの備北交通サイトを参照。
- 県立広島大学スクールバス（庄原駅 - 県立広島大学前）
  - 大学関係者のみ利用可能。

## 車両
日野自動車を中心に、稀に三菱ふそうといすゞ自動車が導入されている。また移籍車も採用されており、仕様的にはバラエティに富んでいる。また、貸切車両は広電グループ貸切車共通のカラーリングを採用している。
貸切・高速車を含め、化粧室装備の車両は保有していない。かつてはパウダールーム装備のハイグレード貸切車（2代目日野・セレガSHD）を保有していたが、後に同じく広電グループの芸陽バスに転籍している。
なお、社名が酷似している岡山県の備北バスとの混同を防ぐため、貸切車両と2015年以降に導入された高速路線車両の社名は「HIROSHIMA BIHOKU」と表記されている。

## 関連会社
- 広島電鉄（広電バス）
- エイチ・ディー西広島
- 芸陽バス
- 宮島松大汽船
- ひろでんモビリティサービス